# Arenaria membranisepala
Arenaria membranisepala är en nejlikväxtart som beskrevs av Cheng Yih Wu. Arenaria membranisepala ingår i släktet narvar, och familjen nejlikväxter. Inga underarter finns listade i Catalogue of Life.